# 土屋尹直
土屋 尹直（つちや ただなお、1906年（明治39年）5月13日- 1979年（昭和54年）9月24日）は、昭和期の実業家、宮内官、政治家、華族。貴族院子爵議員。旧姓・堤、旧名・忠雄。

## 経歴
華族・堤雄長の三男として生まれ、子爵・土屋正直の養子となる（剱沢小屋雪崩事故で正直の嫡男土屋秀直が死亡した事による）。1938年（昭和13年）12月28日、尹直と改名した。養父の死去に伴い、1939年（昭和14年）1月16日に子爵を襲爵した。
1930年（昭和5年）、東京商科大学を卒業し、三井物産本社に入社。以後、三輪銀行常任監査役、同頭取、式部官兼主猟官、兼内大臣秘書官などを務めた。
1945年（昭和20年）10月25日、貴族院子爵議員補欠選挙で当選し、研究会に所属して活動し、1947年（昭和22年）5月2日の貴族院廃止まで在任した。

## 親族
- 妻：章子（ふみこ、養父長女）[1]
- 長男：宣直[1]